# Dendrobium serratilabium
Dendrobium serratilabium är en orkidéart som beskrevs av Louis Otho Otto Williams. Dendrobium serratilabium ingår i släktet Dendrobium, och familjen orkidéer. Inga underarter finns listade i Catalogue of Life.